# زردک اسبی
زردک اسبی (نام علمی: Barbus tyberinus) گونه‌ای از ماهیان پرتوباله از سردهٔ سس‌ماهی‌ها و بومی ایتالیا است.